# Hermann Häring
Hermann Häring (* 7. Juli 1937 in Pforzheim) ist ein deutscher Theologe. 

## Leben
Häring besuchte die Heimschule Lender und studierte anschließend von 1958 bis 1961 Philosophie an der Jesuitenhochschule in Pullach im Isartal. Von 1961 bis 1964 folgten schulische und pastorale Tätigkeiten in Neuhausen/Fildern. Darauf folgte bis 1968 das Studium der katholische Theologie an der Universität Tübingen. Nach seiner Promotion in ökumenischer Theologie (1970) war Häring wissenschaftlicher Mitarbeiter am Institut für ökumenische Forschung in Tübingen unter Leitung von Hans Küng. 1978 wurde er in dogmatischer und ökumenischer Theologie habilitiert. Er erhielt 1980 eine Professur für katholische Systematische Theologie an der Universität Nijmegen, nachdem die kirchlichen Instanzen Berufungen in der Bundesrepublik blockierten. Sein Lehrstuhl wurde 1999 im Blick auf ein neues Studienkonzept der Fakultät in eine Professur für Wissenschaftstheorie und Theologie umgewandelt. Dort baute er das interdisziplinäre Institut für Theologie, Wissenschaft und Kultur auf. Er wurde 2005 emeritiert. Nach seiner Emeritierung wurde er wissenschaftlicher Berater beim „Projekt Weltethos“ von Hans Küng. Gegenwärtig arbeitet er hauptsächlich an Fragen der Kirchenreform und des interreligiösen Gesprächs.
Häring lebte während seiner beruflichen Tätigkeit in Nijmegen bis zu seiner Emeritierung 2005 mit seiner Familie bei Kleve, zog danach wieder nach Tübingen. Seine Brüder sind der katholische Pfarrer Karl Häring (1933–2004) und der Jurist Georg Häring.
Am 3. September 2013 wurde ein Brief von Häring an Limburger Pfarrer auszugsweise bekannt, in dem er Bischof Franz-Peter Tebartz-van Elst massiv kritisiert. 

## Auszeichnungen
- 2009: Herbert-Haag-Preis

## Schriften (Auswahl)
Monografien
- Theologie und Ideologie bei Joseph Ratzinger. Die fundierte Analyse und überfällige Kritik einer zu Stein gewordenen Theologie. Patmos Verlag, Düsseldorf 2001, ISBN 3-491-70337-9
- Im Namen des Herrn. Wohin der Papst die Kirche führt. Mit einem Vorwort von Hans Küng. Gütersloher Verlagshaus, Gütersloh 2009, ISBN 3-579-06493-2
- Freiheit im Haus des Herrn. Vom Ende der klerikalen Weltkirche, Gütersloher Verlagshaus, Gütersloh 2011, ISBN 978-3-579-06553-3

Herausgeberschaft
- Jesus von Nazareth in der wissenschaftlichen Diskussion, LIT Verlag, Berlin 2008, ISBN 3-825-80823-8